# Дърводобив
Дърводобивът е дейността по добиване на дървесина.
В горското стопанство терминът обхваща отделни дейности като рязане, първична обработка на място, влачене и/или товарене на добития дървен материал (дървени трупи и дънери) в превозни средства, извозване извън гората, обикновено към дъскорезници или складове за дървен материал.
Незаконната сеч на дървесина и незаконното придобиване на дървен материал, вкл. прибирането на отсечени дървета, превозът, покупката и продажбата на дървен материал са незаконни дейности и подлежат на санкции в съответствие със законодателство на всяка отделна държава.

Самата процедура за дърводобив може да бъде незаконна, включително чрез използване на корупция, за да се получи достъп до горите, например извличане без писмено разрешение от защитената зона и рязане на защитени видове или добив на дървен материал в повече от договорените граници.